# Pjotr Artemjewitsch Jewtifejew

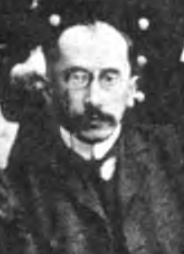
Pjotr Jewtifejew um 1906

Pjotr Artemjewitsch Jewtifejew (russisch Пётр Артемьевич Евтифеев; * 17. Septemberjul. / 29. September 1874greg. in Kamenski Sawod, Ujesd Kamyschlow, Gouvernement Perm; † 1920) war ein russischer Schachspieler. 

## Leben
Bis zum 18. Lebensjahr spielte Jewtifejew aus Mangel an Spielpartnern nur selten Schach. In den 1890er Jahren zog er nach Sankt Petersburg und begann ein Studium an der dortigen Universität. 1896 belegte er den dritten Platz in einem Studenten-Vorgabeturnier für die Spieler der ersten Kategorie. Ab 1905 nahm er an Turnieren der St. Petersburger Schachgesellschaft teil. Im Rice-Gambit-Turnier 1905 wurde er mit 8,5 Punkten aus 14 Zweiter hinter Michail Tschigorin. Im selben Jahr teilte er in einem Turnier (I. Kategorie) den Sieg mit Grigori Helbach, in einem weiteren Wettbewerb im Herbst 1905 wurde er geteilter Dritter mit Boris Maljutin.
Anfang 1906 teilte Jewtifejew mit Alexander Romanowski den sechsten Platz beim IV. All-Russischen Meisterturnier in Sankt Petersburg. In der St. Petersburger Zeitung wurde er als „ein Kombinationsspieler par excellence, dem es aber auch auf ein paar falsche Kombinationen, wenn sie nur schön sind, nicht ankommt“ beschrieben. Seine Partie gegen Stefan Isbinski, die er mit weißen Steinen gewann, bezeichnete Georg Marco als „eine der glänzendsten Partien“ des Turniers. Im Vierkampf mit Beteiligung von Simon Alapin, Eugène Znosko-Borovsky und Tschigorin 1906 belegte er mit 5,5 Punkten aus 12 den dritten Platz. Im nächsten Jahr teilte er mit Sergei von Freimann den sechsten Platz in einem weiteren Turnier für die Spieler der ersten Kategorie. Vom Turnier um den Titel eines Meisters der St. Petersburger Schachgesellschaft 1908 trat er nach zwei verlorenen Partien zurück.
In den nächsten Jahren konnte Jewtifejew, vom Beruf Angestellter der Sparkassenverwaltung, keine Erfolge vorweisen. In All-Russischen Amateurturnieren belegte er im Februar 1909 den zwölften Platz und landete 1911 auf Platz 21. Seine letzten Partien in einem bedeutenden Turnier spielte er beim VIII. All-Russischen Meisterturnier 1913/1914, dabei bezwang er drei Gegner und holte 4,5 Punkte aus 17.